# Nikolái Pujov
Nikolái Pavlóvich Pujov (en ruso: Никола́й Па́влович Пу́хов; Grishovo, 25 de enero de 1895 - Moscú, 28 de marzo de 1958) fue un oficial militar soviético y Héroe de la Unión Soviética.
Pujov luchó en la Primera Guerra Mundial como oficial subalterno, incorporándose posteriormente al Ejército Rojo y combatiendo en la guerra civil rusa, llegando a ser jefe de Estado Mayor de una división. Durante el período de entreguerras, sirvió como instructor en varias academias militares y tras la operación Barbarroja recibió el mando de la 304.ª División de Fusileros. En enero de 1942, fue ascendido al mando del 13.º Ejército, que dirigió durante el resto de la guerra. Recibió el título de Héroe de la Unión Soviética por su liderazgo del ejército durante la batalla del Dniéper en septiembre y octubre de 1943. Después de la guerra, comandó el 8.º Ejército Mecanizado y varios distritos militares antes de convertirse en el principal asesor soviético del Ejército Popular Rumano, el último cargo que ocupó antes de su muerte en 1958.

## Biografía

### Infancia y juventud
Pujov nació el 25 de enero de 1895 en la pequeña localidad rural de Grishovo —en esa época situada en la gobernación de Kaluga del Imperio ruso, actualmente ubicada en el óblast de Kaluga en Rusia—. Hijo de un funcionario, se graduó en el Seminario Teológico de Kaluga en 1915. Se matriculó en la Universidad de Moscú, pero no asistió a ella, ya que en octubre de ese mismo año comenzó a trabajar como profesor de historia y literatura en la escuela primaria superior del pueblo de Plojino en el raión de Zhizdra de la gobernación de Kaluga.
En abril de 1916 fue movilizado en el Ejército Imperial Ruso y enviado a la 2.ª Escuela de Praporshchiks de Peterhof, donde recibió el grado de Práporshchik al graduarse en octubre. Pujov se convirtió en oficial subalterno del 163.º Regimiento de Infantería de Reserva, estacionado en Cheliábinsk. Fue enviado al frente norte en junio de 1917 como oficial subalterno del 744.º Regimiento de Infantería Keidan de la 186.ª División de Infantería. Sirvió como jefe de reconocimiento e inteligencia a caballo durante unos dos meses, pero fue gaseado en la ofensiva de Riga, cerca de Ikšķile, en agosto. En enero de 1918, fue desmovilizado con el rango de Práporshchik.

### Guerra civil rusa
Pujov se unió a la Guardia Roja en febrero de 1918 en Liski como ayudante en el cuartel general para la formación de destacamentos de la Guardia Roja, quienes llevaron a cabo requisas forzadas en la gobernación de Vorónezh y combatieron a las fuerzas antisoviéticas. Tras la incorporación de la Guardia Roja al Ejército Rojo en mayo, se convirtió en ayudante del 2.º Regimiento de Vorónezh (formado a partir de los destacamentos de la Guardia Roja), combatiendo contra el Ejército Blanco, liderado por Piotr Krasnov, en la gobernación de Vorónezh, en las zonas de Pavlovsk y Bobrov.
A principios de marzo de 1919, fue transferido al 8.º Ejército como jefe de Estado Mayor de su Grupo de Fuerzas Kalach tras la disolución del regimiento. En abril, asumió el cargo de jefe de Estado Mayor de la 3.ª Brigada de la 1.ª División Especial, formada a partir del grupo, y en octubre fue nombrado jefe de Estado Mayor de la 1.ª Brigada de la División de Infantería de Riazán. La brigada formó parte de la fuerza de protección contra la incursión del comandante de caballería blanca Konstantín Mamontov en la retaguardia del Frente Sur. En noviembre, la brigada fue enviada al 7.º Ejército, donde pasó a formar parte de la 1.ª División Consolidada del Sector de Combate de Carelia (redesignada como la 55.ª División de Fusileros el 21 de noviembre), combatiendo a las tropas blancas finlandesas en el istmo de Carelia.
Entre enero y febrero de 1920, la brigada pasó a denominarse 164.ª Brigada y fue una unidad independiente, perteneciente al grupo de Pytalovo del 15.º Ejército. Luchó contra las tropas letonas en la guerra de independencia de Letonia en la zona de Pytálovo. En marzo, la brigada sirvió con las 55.ª y 11.ª Divisiones de Fusileros en combates contra las tropas polacas en los alrededores de Pólotsk. Durante la guerra polaco-soviética, la brigada continuó combatiendo en la zona de Pólatsk con el Grupo Norte de los 4.º y 15.º Ejércitos. Durante julio y agosto, con los Cuerpos de Caballería de los 4.º y 3.º Ejércitos, y posteriormente con el Grupo de Fuerzas de Grodno, la brigada lanzó ataques hacia Vilna, Grodno, Łomża, Białystok y Brest. Tras la derrota del Ejército Rojo en septiembre, la brigada se disolvió y Pujov fue transferido al puesto de jefe de Estado Mayor de la 61.ª y posteriormente de la 63.ª Brigada de la 21.ª División de Fusileros del 3.º Ejército, que se retiró de Grodno a Lida en medio de intensos combates. En enero de 1921, fue ascendido a jefe de Estado Mayor de la división, cubriendo la costa del mar Blanco cerca de Arcángel. En abril, la 21.ª División fue transferida a Siberia, donde combatió a las fuerzas blancas remanentes de Andréi Bakich y Aleksandr Kaigorodov en los montes Altái.

### Periodo de entreguerras
Tras el fin de la guerra civil, asumió el cargo de jefe de Estado Mayor de la 35.ª División de Fusileros del Distrito Militar de Siberia Occidental en abril de 1923. Entre enero de 1924 y 1929, comandó el 34.º Regimiento de Fusileros de la 12.ª División de Fusileros en el Distrito Militar de Siberia. En septiembre de 1925, ingresó en el Curso de Perfeccionamiento de Oficiales de Vystrel, graduándose en octubre de 1926, y en marzo de 1930 fue asignado como instructor de tácticas del Vystrel. Después fue transferido a las nuevas y crecientes fuerzas mecanizadas del Ejército Rojo y se convirtió en subjefe del Primer Departamento de la División Autoblindada del Ejército Rojo en julio de 1932. En marzo de 1934 se inscribió en los Cursos Académicos de Perfeccionamiento Técnico para Oficiales de la Academia Militar de Motorización y Mecanización, donde se graduó en enero de 1935, convirtiéndose en el jefe superior del departamento de tácticas tras su graduación. En diciembre, tras la reintroducción de los rangos militares regulares por parte del Ejército Rojo, fue ascendido a coronel.
En julio de 1936, asumió el puesto de subdirector a cargo del entrenamiento en la Escuela Blindada de Gorki, que se trasladó a Járkov en marzo de 1938. En dicha ciudad ucraniana, se convirtió en director de la escuela. En abril de 1939 se trasladó para convertirse en instructor en la Academia Económico-Militar del Ejército Rojo y fue ascendido a Kombrig en abril de 1940. Se convirtió en mayor general el 4 de junio cuando el Ejército Rojo reintrodujo los rangos de generales. Ese mismo año recibió el título académico de asistente del departamento de táctica. En enero de 1941, asumió la jefatura del Departamento de Formación de la Academia de Intendencia Militar, tras su cambio de nombre a Academia Económico-Militar.

### Segunda Guerra Mundial
El 28 de agosto de 1941, más de dos meses después del inicio de la invasión alemana de la Unión Soviética, Pujov recibió la orden de reemplazar al comandante de la 304.ª División de Fusileros del 38.º Ejército; este fue su primer mando de campaña desde que había ocupado el mando de un regimiento de fusileros unos 15 años antes. A principios de septiembre, fue transferido a la zona de Kozelschyna, donde hasta el 17 de septiembre sufrió graves pérdidas en intensos combates defensivos, retirándose al este, a la zona de Sanzhery, Reshetylivka y Poltava. El 304.º Regimiento luchó en la Operación Defensiva del Donbás durante octubre, y posteriormente se retiró a la reserva en la zona de Snezhny Kut. Pujov ocupó este puesto hasta el 20 de enero de 1942, cuando recibió el mando del 13.º Ejército, puesto que mantuvo durante el resto de la guerra. Hasta mediados de 1942, el ejército, que en ese momento estaba integrado en el Frente de Briansk, mantuvo posiciones defensivas en la línea de Skorodnoye y Kolpná.
El ejército luchó en la batalla de Vorónezh a mediados de 1942 y en la operación ofensiva de Vorónezh-Kastornensk a principios de 1943. El 14 de febrero, después de esta última batalla, fue ascendido a teniente general. Durante la batalla de Kursk en julio, el ejército, que mantenía posiciones defensivas en la cara norte del saliente de Kursk, repelió durante seis días los repetidos ataques alemanes en feroces combates, impidiendo una ruptura alemana y limitando su avance a apenas 10-12 kilómetros. Cuando las tropas soviéticas pasaron a la ofensiva tras derrotar decisivamente al ejército alemán, el 13.º Ejército luchó en la Operación Kutúzov.
El ejército avanzó hacia Ucrania en la ofensiva de Chernígov-Prípiat. Para el 26 de agosto, el ejército había avanzado más de 300 kilómetros en menos de un mes. El 9 de septiembre, el ejército cruzó el río Desná en la zona de Obolonnaya y Spasskoye, repeliendo los contraataques alemanes durante seis días antes de reanudar el avance. Entre el 15 y el 16 de septiembre, el ejército cruzó el meandro del Desna en la zona de Chernígov y Morovsk. Tras ampliar la cabeza de puente, el ejército capturó Chernígov el 21 de septiembre.
El 23 de septiembre, dos cuerpos del ejército cruzaron el Dniéper y el 30 de septiembre el río Prípiat. El 16 de octubre, Pújov recibió el título de Héroe de la Unión Soviética y la Orden de Lenin por su valor y desempeño durante la ofensiva. Uniéndose al Frente de Vorónezh, que se convirtió en el Primer Frente Ucraniano el 20 de octubre, el ejército luchó para recuperar la orilla derecha de Ucrania y el sureste de Polonia. Durante la batalla de Kiev, la ofensiva del Dniéper-Cárpatos y la ofensiva de Leópolis-Sandomierz, desde finales de 1943 hasta mediados de 1944, el ejército avanzó más de 750 kilómetros. Durante la etapa final de la guerra en 1945, el ejército luchó en la ofensiva del Vístula-Óder, la batalla de Berlín y la batalla de Praga.

### Posguerra
Tras la guerra, Pujov continuó al mando del 13.º Ejército y, en junio de 1946, se convirtió en el primer comandante del 8.º Ejército Mecanizado del Distrito Militar de los Cárpatos. En febrero de 1948, fue transferido al mando del Distrito Militar de Odesa. Tras graduarse en los Cursos Académicos Superiores de la Academia Militar del Estado Mayor de las Fuerzas Armadas de la URSS en 1952, asumió el mando del Distrito Militar del Cáucaso Norte en abril de 1953, antes de ser transferido al mando del Distrito Militar de Siberia Occidental en noviembre de ese mismo año. Continuó al mando del Distrito Militar de Siberia cuando este fue recreado tras la fusión de los Distritos Militares de Siberia Oriental y Occidental el 4 de enero de 1956. En junio de 1957, se convirtió en el principal asesor soviético del Ejército Popular Rumano.
Además de su faceta como militar fue diputado de las III y IV convocatorias del Sóviet Supremo de la Unión Soviética.

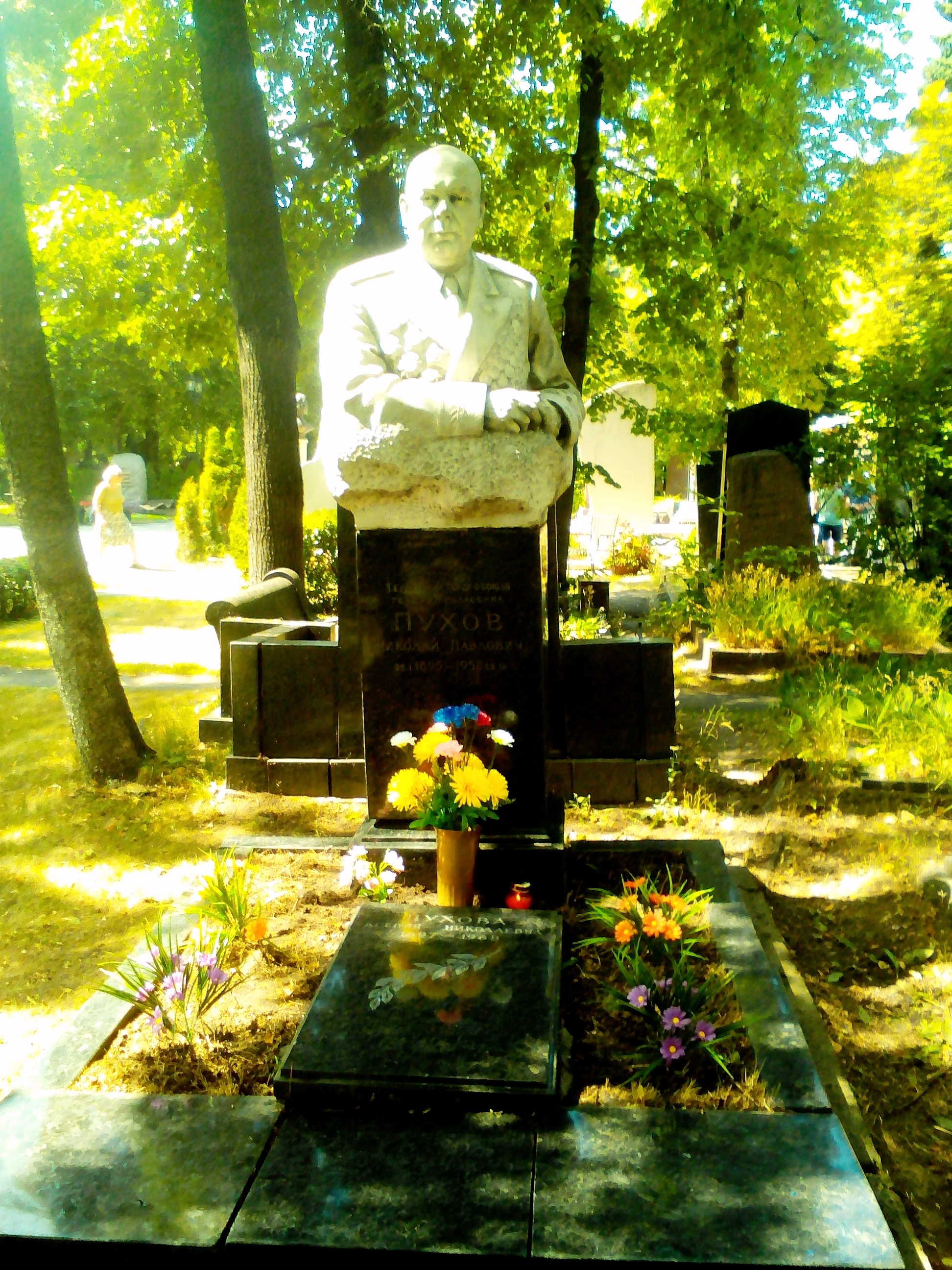
Su tumba en el cementerio Novodévichi en Moscú

Murió en Moscú el 28 de marzo de 1958 y fue enterrado en el cementerio Novodévichi. Sus memorias inacabadas fueron publicadas póstumamente en 1959 por Voenizdat como «Годы испытаний» (Años de pruebas).

## Promociones
- Kombrig (2 de abril de 1940)

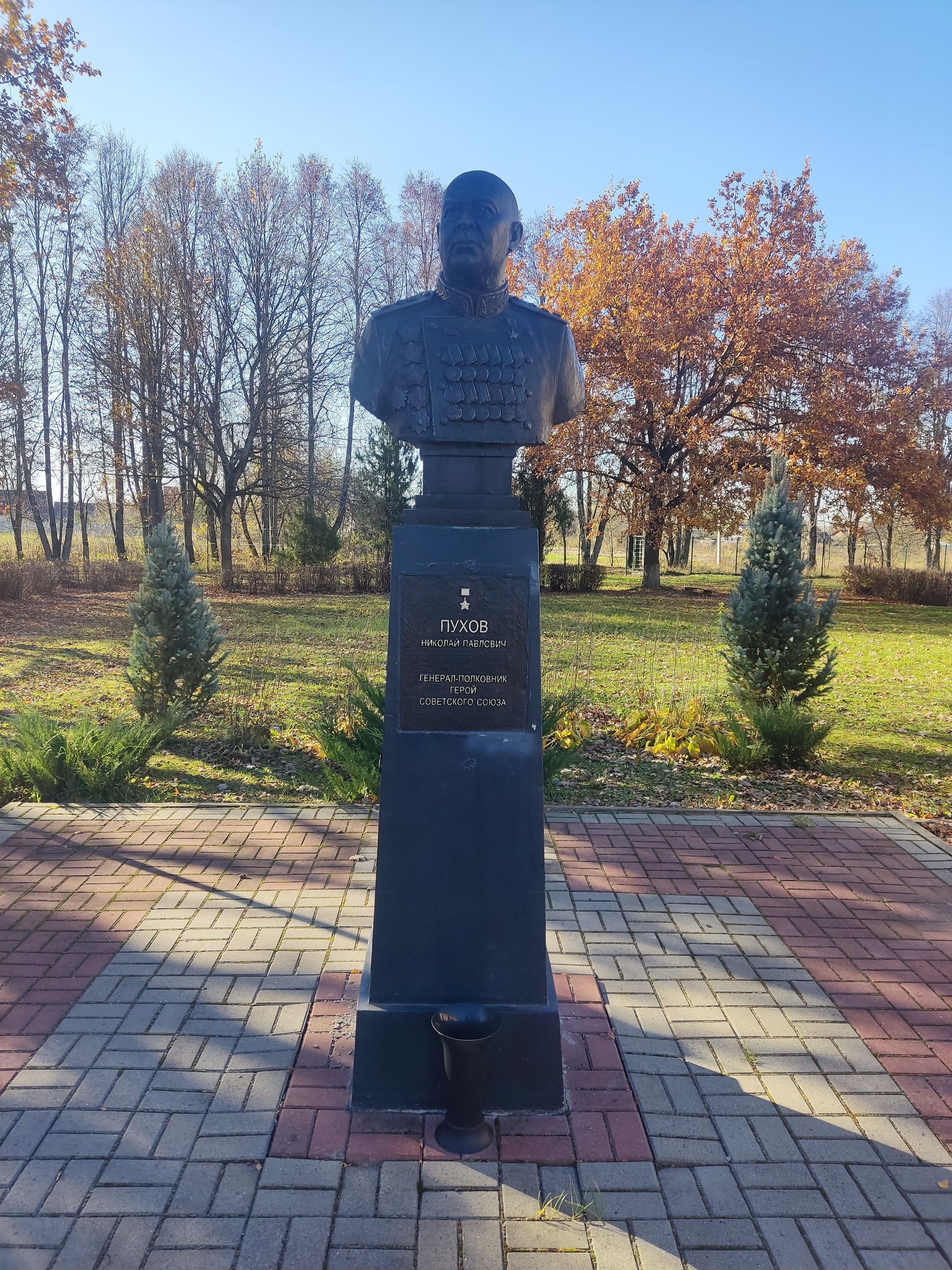
Busto de Nikolái Pujov en el pueblo de Uteshevo (óblast de Kaluga)

- Mayor general (4 de junio de 1940)
- Teniente general (14 de febrero de 1943)
- Coronel general (26 de agosto de 1944)[6]

## Condecoraciones
A lo largo de su carrera militar Pujov fue galardonado con las siguientes condecoraciones:
Unión Soviética
|  | Héroe de la Unión Soviética (N.º 1799; 16 de octubre de 1943)                                                         |
|  | Orden de Lenin, cuatro veces (16 de octubre de 1943, 21 de febrero de 1945, 6 de abril de 1945 y 24 de enero de 1955) |
|  | Orden de la Bandera Roja, tres veces (27 de marzo de 1942, 3 de noviembre de 1944 y 24 de junio de 1948);             |
|  | Orden de Suvórov de 1.er grado, tres veces (8 de febrero de 1943, 16 de septiembre de 1943 y 29 de mayo de 1945);     |
|  | Orden de Kutúzov de 1.er grado, dos veces (27 de agosto de 1943 y 25 de agosto de 1944);                              |
|  | Orden de Bohdán Jmelnitski de 1.er grado (10 de enero de 1944)                                                        |
|  | Medalla del 20.º Aniversario del Ejército Rojo de Obreros y Campesinos                                                |
|  | Medalla por la Defensa de Moscú                                                                                       |
|  | Medalla por la Victoria sobre Alemania en la Gran Guerra Patria 1941-1945 (1945)                                      |
|  | Medalla por la Conquista de Berlín (1945)                                                                             |
|  | Medalla por la Liberación de Praga (1945)                                                                             |
|  | Medalla del 30.º Aniversario de las Fuerzas Armadas de la URSS                                                        |
|  | Medalla del 40.º Aniversario de las Fuerzas Armadas de la URSS                                                        |

Otros países
|  | Cruz de Caballero de la Orden Virtuti Militari de 3.er grado (Polonia) |
|  | Orden de la Cruz de Grunwald de 3.er grado (Polonia)                   |
|  | Cruz de la Guerra de Checoslovaquia (1939 - 1945) (Checoslovaquia)     |
|  | Orden de la República (República Popular de Tuvá)                      |

Calles de Donetsk, Chernígov y Kaluga recibieron el nombre de Pújov. En Kaluga se encuentra una placa conmemorativa dedicada a él. En junio de 2006, se inauguró un monumento en su honor en Zhitómir, en el antiguo cuartel general del 8.º Ejército Mecanizado.